# Russie aux Jeux paralympiques d'hiver de 2014
La Russie est le pays hôte des Jeux paralympiques d'hiver de 2014, qui se tiennent à Sotchi du 7 au 16 mars 2014. C'est la première fois que la Russie accueille les Jeux paralympiques, d'hiver ou d'été. Les Russes participent ici pour la sixième fois aux Jeux d'hiver, étant présents sans discontinuer depuis les Jeux de Lillehammer en 1994 ; avant cela, l'Union soviétique avait participé aux Jeux d'Innsbruck en 1988.
Les Russes avaient réalisé une performance aux Jeux de Vancouver en 2010, se classant deuxièmes au tableau des médailles avec 38 médailles, dont 12 en or. Pour les Jeux de Sotchi, la Russie a plus que doublé sa délégation, envoyant 80 athlètes (en comptant 12 guides pour athlètes aveugles ou malvoyants), qui participent à toutes les disciplines. Il s'agit de la plus grande délégation russe à des Jeux d'hiver. 
Les athlètes russes ont battu tous les records lors de ces jeux : ils remportent 80 médailles, soit 37 % de l'ensemble des médailles mises en jeu. Ce pourcentage grimpe même à 41 % pour les médailles d'or.
Plusieurs athlètes sont multiples champions paralympiques, comme Roman Petushkov (6 titres), Mikhalina Lyssova (5 médailles dont 3 titres), Alena Kaoufman (6 médailles dont 3 titres) ou encore Elena Remizova (4 médailles dont 3 en or).
Avec le Canada, la Russie est le seul pays à avoir remporté des médailles dans les 5 sports au programme : biathlon, curling en fauteuil, hockey sur luge, ski alpin et ski de fond.

## Médaillés

### Médailles d'or
| Sport               | Discipline                 | Athlète(s)                                                            | Catégorie          | Performance   | Date    |
| Médailles d'or : 30 |                            |                                                                       |                    |               |         |
| Biathlon            | 6 km femmes                | Mikhalina Lyssova                                                     | Malvoyants         | 20 min 3 s 2  | 8 mars  |
| Biathlon            | 10 km femmes               | Mikhalina Lyssova                                                     | Malvoyants         | 30 min 11 s 5 | 11 mars |
| Biathlon            | 12,5 km femmes             | Iuliia Budaleeva                                                      | Malvoyants         | 35 min 25 s 9 | 12 mars |
| Biathlon            | 6 km femmes                | Alena Kaoufman                                                        | Debout             | 18 min 27 s 2 | 8 mars  |
| Biathlon            | 10 km femmes               | Alena Kaoufman                                                        | Debout             | 29 min 57 s 1 | 11 mars |
| Biathlon            | 12,5 km femmes             | Svetlana Konovalova                                                   | Assis              | 40 min 44 s 0 | 14 mars |
| Biathlon            | 15 km hommes               | Nikolay Polukhin                                                      | Malvoyants         | 36 min 42 s 9 | 14 mars |
| Biathlon            | 7,5 km hommes              | Vladislav Lekomtcev                                                   | Debout             | 19 min 13 s 7 | 8 mars  |
| Biathlon            | 12,5 km hommes             | Azat Karachurin                                                       | Debout             | 29 min 30 s 0 | 11 mars |
| Biathlon            | 7,5 km hommes              | Roman Petushkov                                                       | Assis              | 21 min 3 s 7  | 8 mars  |
| Biathlon            | 12,5 km hommes             | Roman Petushkov                                                       | Assis              | 34 min 48 s 8 | 11 mars |
| Biathlon            | 15 km hommes               | Roman Petushkov                                                       | Assis              | 42 min 20 s 8 | 14 mars |
| Ski alpin           | Slalom femmes              | Aleksandra Frantceva                                                  | Malvoyants         | 2 min 1 s 24  | 12 mars |
| Ski alpin           | Super combiné femmes       | Aleksandra Frantceva                                                  | Malvoyants         | 2 min 27 s 75 | 14 mars |
| Ski alpin           | Slalom hommes              | Valerii Redkozubov                                                    | Malvoyants         | 1 min 43 s 21 | 13 mars |
| Ski alpin           | Super combiné hommes       | Valerii Redkozubov                                                    | Malvoyants         | 2 min 15 s 87 | 14 mars |
| Ski alpin           | Slalom hommes              | Alexey Bugaev                                                         | Debout             | 1 min 38 s 97 | 13 mars |
| Ski alpin           | Super combiné hommes       | Alexey Bugaev                                                         | Debout             | 2 min 9 s 72  | 14 mars |
| Ski de fond         | 1 km sprint libre femmes   | Mikhalina Lyssova                                                     | Malvoyants         | 4 min 11 s 5  | 2 mars  |
| Ski de fond         | 5 km libre femmes          | Elena Remizova                                                        | Malvoyants         | 13 min 23 s 8 | 16 mars |
| Ski de fond         | 15 km classique femmes     | Elena Remizova                                                        | Malvoyants         | 49 min 10 s 2 | 10 mars |
| Ski de fond         | 1 km sprint libre femmes   | Anna Milenina                                                         | Debout             | 4 min 26 s 9  | 12 mars |
| Ski de fond         | 5 km libre femmes          | Anna Milenina                                                         | Debout             | 13 min 31 s 9 | 16 mars |
| Ski de fond         | 1 km sprint libre hommes   | Kirill Mikhaylov                                                      | Debout             | 3 min 53 s 5  | 12 mars |
| Ski de fond         | 10 km libre hommes         | Aleksandr Pronkov                                                     | Debout             | 23 min 59 s 9 | 10 mars |
| Ski de fond         | 20 km classique            | Rushan Minnegulov                                                     | Debout             | 50 min 55 s 1 | 10 mars |
| Ski de fond         | 1 km sprint libre hommes   | Roman Petushkov                                                       | Assis              | 2 min 29 s 4  | 12 mars |
| Ski de fond         | 15 km classique hommes     | Roman Petushkov                                                       | Assis              | 40 min 51 s 6 | 9 mars  |
| Ski de fond         | Relais mixte (4 x 2,5 km)  | Alena Kaoufman Svetlana Konovalova Nikolay Polukhin Elena Remizova    | Toutes les classes | 27 min 35 s 6 | 15 mars |
| Ski de fond         | Relais ouvert (4 x 2,5 km) | Vladislav Lekomtcev Rushan Minnegulov Grigory Murygin Roman Petushkov | Toutes les classes | 24 min 22 s 8 | 15 mars |

### Médailles d'argent
| Sport                       | Discipline               | Athlète(s) | Catégorie  | Performance   | Date    |
| Médailles d'argent : 28     |                          | |            |               |         |
| Biathlon                    | 6 km femmes              | Iuliia Budaleeva | Malvoyants | 20 min 31 s 7 | 8 mars  |
| Biathlon                    | 10 km femmes             | Iuliia Budaleeva | Malvoyants | 30 min 38 s 9 | 11 mars |
| Biathlon                    | 12,5 km femmes           | Mikhalina Lyssova | Malvoyants | 36 min 21 s 0 | 14 mars |
| Biathlon                    | 6 km femmes              | Anna Milenina | Debout     | 18 min 57 s 4 | 8 mars  |
| Biathlon                    | 12,5 km femmes           | Alena Kaoufman | Debout     | 39 min 32 s 7 | 15 mars |
| Biathlon                    | 6 km femmes              | Svetlana Konovalova | Assis      | 19 min 31 s 1 | 8 mars  |
| Biathlon                    | 10 km femmes             | Svetlana Konovalova | Assis      | 33 min 36 s 7 | 11 mars |
| Biathlon                    | 7,5 km hommes            | Nikolay Polukhin | Malvoyants | 20 min 29 s 8 | 8 mars  |
| Biathlon                    | 12,5 km hommes           | Nikolay Polukhin | Malvoyants | 31 min 14 s 3 | 11 mars |
| Biathlon                    | 12,5 km hommes           | Alexey Bychenok | Assis      | 35 min 29 s 7 | 11 mars |
| Biathlon                    | 15 km hommes             | Grigory Murygin | Assis      | 42 min 25 s 7 | 12 mars |
| Ski alpin                   | Super G femmes           | Aleksandra Frantceva | Malvoyants | 1 min 28 s 94 | 10 mars |
| Ski alpin                   | Slalom géant femmes      | Aleksandra Frantceva | Malvoyants | 2 min 54 s 91 | 16 mars |
| Ski alpin                   | Descente femmes          | Inga Medvedeva | Debout     | 1 min 32 s 19 | 8 mars  |
| Ski alpin                   | Slalom femmes            | Inga Medvedeva | Debout     | 2 min 6 s 70  | 12 mars |
| Ski alpin                   | Descente hommes          | Alexey Bugaev | Debout     | 1 min 21 s 04 | 8 mars  |
| Ski alpin                   | Slalom géant hommes      | Alexey Bugaev | Debout     | 2 min 27 s 87 | 15 mars |
| Ski de fond                 | 1 km sprint libre femmes | Elena Remizova | Malvoyants | 4 min 17 s 1  | 12 mars |
| Ski de fond                 | 5 km libre femmes        | Mikhalina Lyssova | Malvoyants | 13 min 27 s 7 | 16 mars |
| Ski de fond                 | 15 km classique femmes   | Mikhalina Lyssova | Malvoyants | 50 min 47 s 5 | 10 mars |
| Ski de fond                 | 10 km libre hommes       | Stanislav Chokhlaev | Malvoyants | 23 min 25 s 1 | 16 mars |
| Ski de fond                 | 20 km classique hommes   | Stanislav Chokhlaev | Malvoyants | 53 min 43 s 3 | 10 mars |
| Ski de fond                 | 1 km sprint libre hommes | Rushan Minnegulov | Debout     | 3 min 53 s 8  | 12 mars |
| Ski de fond                 | 10 km libre hommes       | Vladimir Kononov | Debout     | 24 min 0 s 7  | 16 mars |
| Ski de fond                 | 1 km sprint assis        | Grigory Murygin | Assis      | 2 min 30 s 6  | 12 mars |
| Ski de fond                 | 15 km hommes             | Irek Zaripov | Assis      | 41 min 55 s 1 | 9 mars  |
| Curling en fauteuil roulant | Tournoi mixte            | Andrey Smirnov Marat Romanov Svetlana Pakhomova Alexandr Shevchenko Oxana Slesarenko | -          | 3-8           | 15 mars |
| Hockey sur luge             | Tournoi mixte            | Mikhail Ivanov Vladimir Kamantcev Dmitrii Lisov Konstantin Shikhov Ruslan Tuchin Alexey Amosov Ilia Popov Andrey Dvinyaninov Evgeny Petrov Nikolay Terentyev Ilia Volkov Aleksei Lysov Maxim Andriyanov Vasilii Varlakov Vladimir Litvinenko Vadim Selyukin Ivan Kuznetsov | -          | 0-1           | 15 mars |

### Médailles de bronze
| Sport                    | Discipline               | Athlète(s)           | Catégorie  | Performance   | Date    |
| Médailles de bronze : 22 |                          |                      |            |               |         |
| Biathlon                 | 10 km femmes             | Natalia Bratiuk      | Debout     | 30 min 57 s 6 | 11 mars |
| Biathlon                 | 12,5 km femmes           | Natalia Bratiuk      | Debout     | 41 min 0 s 9  | 14 mars |
| Biathlon                 | 7,5 km hommes            | Azat Karachurin      | Debout     | 19 min 14 s 9 | 8 mars  |
| Biathlon                 | 15 km hommes             | Kirill Mikhaylov     | Debout     | 37 min 45 s 6 | 12 mars |
| Biathlon                 | 12,5 km hommes           | Grigory Murygin      | Assis      | 35 min 59 s 6 | 11 mars |
| Biathlon                 | 15 km hommes             | Aleksandr Davidovich | Assis      | 44 min 46 s 2 | 14 mars |
| Biathlon                 | 15 km hommes             | Stanislav Chokhlaev  | Malvoyants | 37 min 21 s 6 | 14 mars |
| Ski alpin                | Descente femmes          | Aleksandra Frantceva | Malvoyants | 1 min 35 s 78 | 8 mars  |
| Ski alpin                | Slalom géant             | Valerii Redkozubov   | Malvoyants | 2 min 33 s 57 | 15 mars |
| Ski alpin                | Super-G                  | Alexey Bugaev        | Debout     | 1 min 22 s 30 | 9 mars  |
| Ski alpin                | Slalom                   | Alexander Alyabyev   | Debout     | 1 min 40 s 74 | 13 mars |
| Ski de fond              | 5 km libre femmes        | Iuliia Budaleeva     | Malvoyants | 13 min 28 s 6 | 16 mars |
| Ski de fond              | 1 km sprint libre femmes | Alena Kaoufman       | Debout     | 4 min 31 s 7  | 12 mars |
| Ski de fond              | 15 km classique femmes   | Anna Milenina        | Debout     | 51 min 27 s 3 | 10 mars |
| Ski de fond              | 1 km sprint femmes       | Marta Zaynullina     | Assis      | 2 min 46 s 6  | 12 mars |
| Ski de fond              | 12 km femmes             | Svetlana Konovalova  | Assis      | 39 min 49 s 8 | 9 mars  |
| Ski de fond              | 1 km sprint libre hommes | Oleg Ponomarev       | Malvoyants | 4 min 5 s 00  | 12 mars |
| Ski de fond              | 1 km sprint libre hommes | Vladislav Lekomtcev  | Debout     | 3 min 54 s 6  | 12 mars |
| Ski de fond              | 10 km libre hommes       | Vladislav Lekomtcev  | Debout     | 24 min 6 s 5  | 16 mars |
| Ski de fond              | 20 km classique hommes   | Vladislav Lekomtcev  | Debout     | 51 min 44 s 6 | 10 mars |
| Ski de fond              | 10 km hommes             | Grigory Murygin      | Assis      | 31 min 18 s 2 | 16 mars |
| Ski de fond              | 15 km hommes             | Aleksandr Davidovich | Assis      | 42 min 8 s 6  | 9 mars  |

## Par discipline

### Curling
Le curling aux Jeux paralympiques est une épreuve mixte, et se pratique en fauteuil roulant. L'équipe russe, championne du monde 2012, est constituée de Svetlana Pakhomova, Marat Romanov, Alexander Shevchenko, Oksana Slesarenko et Andrey Smirnov. Les Russes n'avaient pas participé au curling aux Jeux de Vancouver.

A Sotchi, l'équipe russe de curling remporte 8 victoires en 9 rencontres au cours de la phase préliminaire où elle n'est défaite que par le Canada lors de la 2e session. En demi-finale, elle bat très nettement la Grande-Bretagne 13 à 4. En finale, l'équipe russe s'incline une nouvelle fois face au Canada 3 à 8 et remporte la médaille d'argent.

### Hockey sur luge
Aux Jeux paralympiques, le hockey sur luge est un sport mixte en principe, bien qu'en pratique les équipes soient généralement composées d'hommes. L'équipe russe (15 joueurs) s'y présente médaillée de bronze aux Championnats du monde 2013, bien qu'une équipe nationale n'ait été mise en place pour la première fois qu'en 2009. Les hockeyeurs russes n'étaient pas présents aux Jeux de Vancouver.

Lors du tournoi paralympique de Sotchi, les russes terminent 1ers de leur poule après avoir battu la Corée du Sud, l'Italie et les États-Unis. En demi-finale, la Russie l'emporte 4 buts à zéro contre la Norvège et ne s'incline que sur le plus petit score (0-1) en finale contre les États-Unis, tenants du titre.

L'équipe russe de hockey sur luge remporte donc la médaille d'argent pour sa 1re participation aux Jeux paralympiques.

### Ski alpin
La délégation russe est constituée de 16 athlètes (dont 4 guides pour athlètes aveugles ou malvoyants). 
Pour la première apparition du snowboard aux Jeux paralympiques, la Russie est représentée par Kirill Finkelman, Aleksandr Ilinov et Igor Ivanov. Tous trois sont handicapés des membres inférieurs et concourent debout, cette catégorie étant la seule ouverte lors de ces Jeux.
L'équipe russe de ski alpin remporte 16 médailles (6 en or, 6 en argent et 4 en bronze) et termine à la 1re place au tableau des médailles en ski alpin.

Aleksandra Frantceva, qui concourt dans la catégorie des déficients visuels, et Alexey Bugaev (catégorie debout), 16 ans, remportent une médaille lors de chacune des 5 épreuves auxquelles ils participent : 2 en or, 2 en argent, 1 en bronze.

### Ski nordique
En ski nordique, la Russie aligne 41 athlètes, dont 8 guides pour athlètes aveugles ou malvoyants. C'est en ski nordique que les Russes avaient obtenu l'ensemble de leurs 38 médailles aux Jeux de Vancouver.
Lors de l'édition 2014, les russes font une véritable razzia de médailles à domicile : 
- en biathlon, ils remportent 30 médailles sur 55[11], soit plus de la moitié, loin devant l'équipe ukrainienne (15 médailles dont 4 en or). Les russes remportent 12 titres sur 18, soit les 2/3 des médailles d'or distribuées en biathlon.
- en ski de fond, ils remportent 32 médailles sur 60[12], soit également un peu plus de la moitié, là aussi loin devant l'Ukraine (10 médailles au total). La Russie remporte 60 % des médailles d'or (12 sur 20), loin devant le Canada (4 médailles d'or).

Les athlètes russes remportent les 2 relais du ski de fond, ainsi que 6 triplés : 
- en biathlon :
  - 12,5 km assis hommes[15] ;
  - 15 km assis hommes[16].
- en ski de fond :
  - 1 km sprint libre debout hommes[17] ;
  - 10 km libre hommes[18] ;
  - 15 km assis hommes[19] ;
  - 5 km libre malvoyantes femmes[20].

En remportant 3 médailles de bronze en biathlon, l'ukrainienne Oksana Shyshkova empêche les biathlètes russes d'effectuer 3 triplés supplémentaires.
La vedette de l'équipe russe de ski nordique lors de ces Jeux est sans conteste Roman Petushkov qui participe à 7 épreuves (3 en biathlon et 4 en ski de fond) et qui remporte 6 médailles d'or. Il manque le « grand chelem » en ne terminant que 4e de l'épreuve du 10 km assis en ski de fond, le dernier jour de la compétition. Avec 6 titres, il devient l'athlète paralympique le plus titré sur une seule olympiade handisport,.

Plusieurs athlètes russes remportent au moins 5 médailles en ski nordique : Mikhalina Lyssova (6 médailles dont 3 en or), Alena Kaoufman (5/3), Svetlana Konovalova (5/2), Vladislav Lekomtcev (5/2) et Grigory Murygin (5/1).